# Aleksander Muszyński

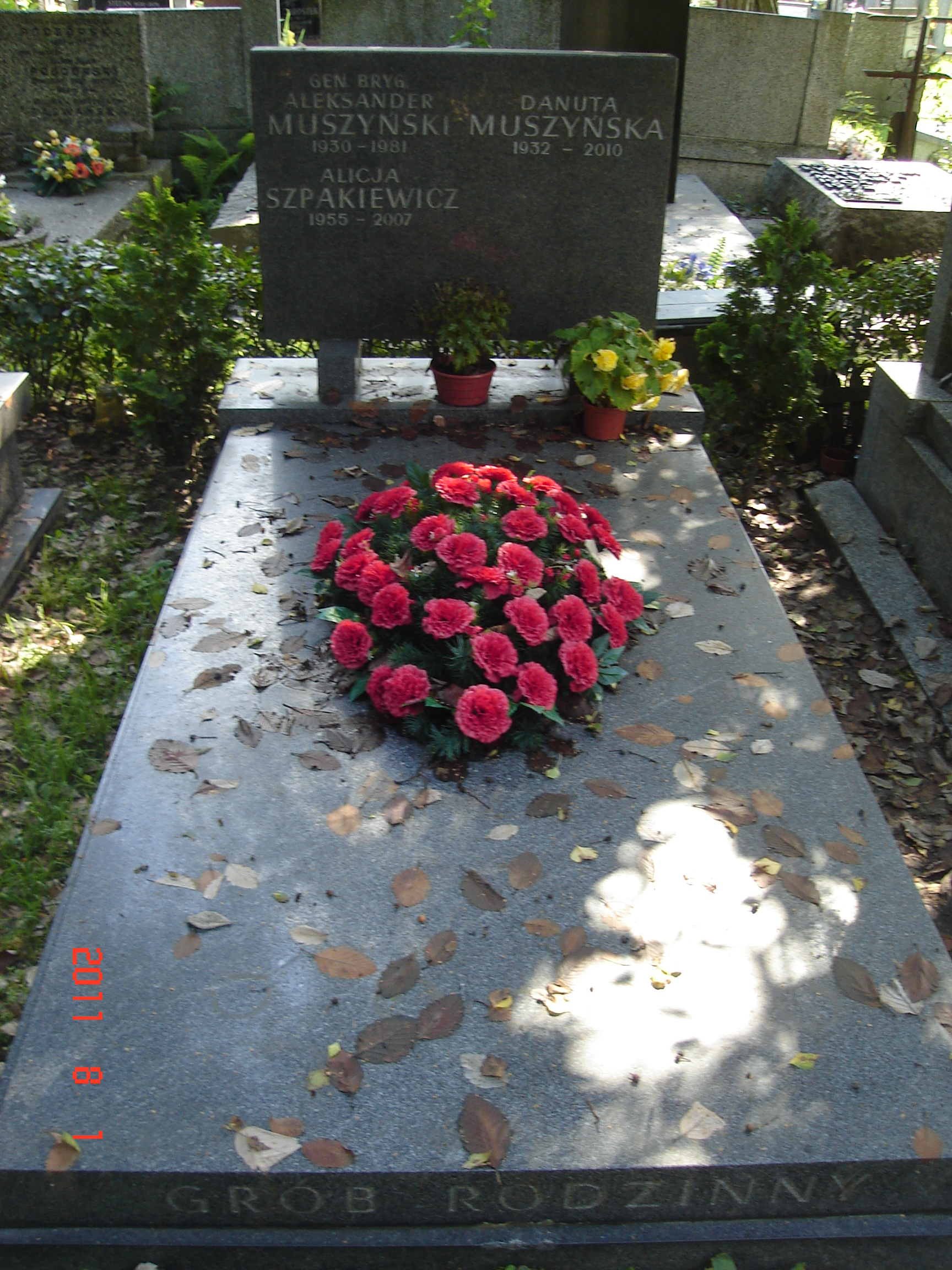
Grób Aleksandra Muszyńskiego na Wojskowych Powązkach

Aleksander Muszyński (ur. 29 lipca 1930 w Puławach-Włostowicach, zm. 2 stycznia 1981 w Warszawie) – funkcjonariusz Służby Bezpieczeństwa, magister prawa, generał brygady Milicji Obywatelskiej.

## Życiorys
Syn Henryki i Brygidy. Absolwent Centrum Wyszkolenia MBP w Legionowie (1949–1951), następnie funkcjonariusz WUBP w Lublinie (1951–1952), kier. Referatu Ochrony Stacji Przeładunkowej PKP w Małaszewiczach (1952–1954), z-ca szefa/szef PUBP w Białej Podlaskiej (1954–1957), z-ca komendanta ds bezpieczeństwa KWMO w Białej Podlaskiej (1957–1958), z-ca kmdta KPMO w Białej Podlaskiej (1958–1961), funkcjonariusz KWMO w Lublinie (1961–1970), również nacz. z-ca nacz./nacz. Wydz. III (1966–1970), funkcjonariusz Dep. III MSW (1970-), w tym z-ca dyr. (1973–1974), I z-ca/z-ca kmdta ds SB KStMO w Warszawie (1974–1981). Stopień generała brygady MO otrzymał w 1979. Pochowany na cmentarzu Powązki Wojskowe w Warszawie (kwatera B32-tuje-16).